# Disparocypha biedermanni
Disparocypha biedermanni – gatunek ważki z rodziny Chlorocyphidae; jedyny przedstawiciel rodzaju Disparocypha. Endemit Celebesu.